# 波特塞门

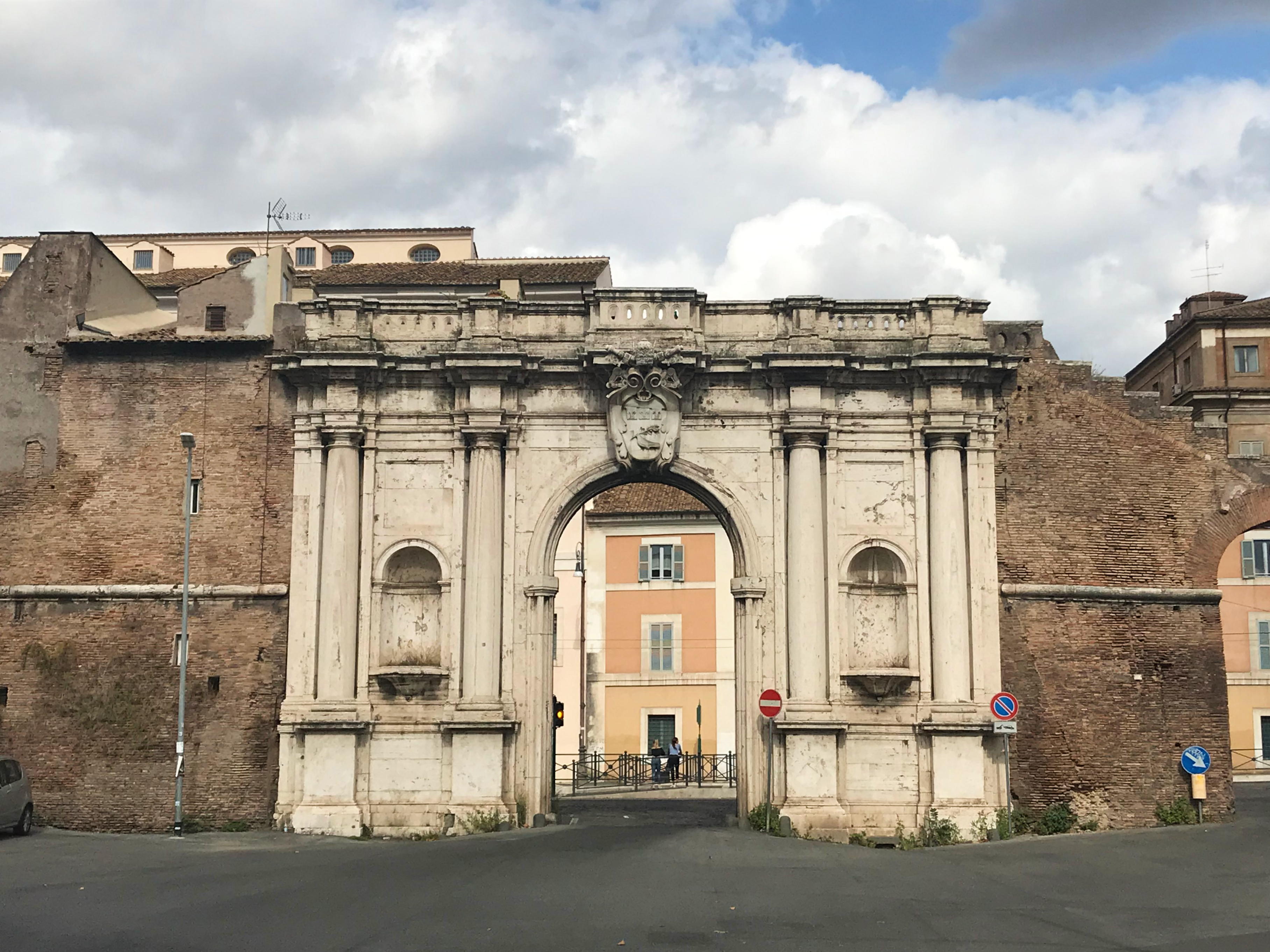
地理坐标:[http://tools.wmflabs.org/geohack/geohack.php?pagename=Porta_Portese¶ms=41.883898_N_12.474022_E_source:itwiki_region:IT_type:landmark 41° 53′ 2.03″ N, 12° 28′ 26.48″ E

波特塞门（義大利語：Porta Portese）是意大利罗马的一个城门。
该城门建于1644年以替代波图恩希门（義大利語：Porta Portuensis）作为贾尼科洛城墙（英語：Janiculum Walls）的一部分。新城门和城墙为文森佐·麦克莱恩受教宗乌尔班八世委托所建；古代从罗马通往波图斯港的波图恩希大道从这里开端；教宗克雷芒十一世于1714年开始在城门外建立一个大型军械库。
直到19世纪后期，附近建立了里帕大码头（之后发展为罗马主要港口）。
目前每周日有一个著名的跳蚤市场在波特塞门区域举办。